# Gmina (Francja)
Gmina (fr. commune 'komuna' z  łac. communis 'wspólny; powszechny; ogólny; pospolity' od co- 'współ-' i munus dpn. muneris 'obowiązek; urząd; służba; podarunek') – jednostka samorządu terytorialnego Francji. Wchodzi w skład departamentu i odpowiada zakresem działalności polskiej gminie.
Gminom przysługuje generalna kompetencja obejmująca wszystkie sprawy lokalne, z wyjątkiem spraw ustawowo wyłączonych na rzecz administracji rządowej lub wspólnot wyższego szczebla (departamentów i regionów administracyjnych). Jej organami są rada gminy i mer.

## Organy gminy

### Rada gminy
Rada gminy jest organem przedstawicielskim, wybieranym na sześcioletnią kadencję w wyborach powszechnych i bezpośrednich. Liczy od 7 radnych (w gminach do 100 mieszkańców) do 69 radnych (w gminach powyżej 300 tys. mieszkańców). Wyjątkiem od tej reguły są trzy miasta: Lyon (73 radnych), Marsylia (101) oraz Paryż (163).
Stanowi uchwały we wszystkich sprawach objętych kompetencją generalną gminy, w tym zatwierdza budżet gminy i uchwala plan zagospodarowania przestrzennego (zatwierdzany później przez rząd centralny). O niektórych uchwałach rada gminy zobowiązana jest powiadomić prefekta. 

### Mer
Organem wykonawczym gminy jest mer (fr. maire z łac. maior 'większy; starszy'). Mera wybiera spośród swych członków rada gminy i dokonuje tego kwalifikowaną większością głosów (w pierwszej i drugiej turze; w ewentualnej trzeciej turze wystarczy większość zwykła). Kadencja mera zaczyna się i kończy z kadencją rady i w czasie jej trwania mer jest praktycznie nieodwoływalny (poza jednym przypadkiem: minister spraw wewnętrznych może odwołać mera lub zawiesić go w wykonywaniu obowiązków, jeśli ten dopuści się „poważnego błędu w wykonywaniu swych zadań”).
Do zadań mera należy wykonywanie uchwał rady gminy i wykonywanie w jej imieniu czynności przez nią powierzonych. Mer wykonuje także zadania zlecone przez administrację rządową i sprawuje funkcje zwierzchnika służbowego urzędników gminnych i jednostek podległych.